# 阿卢尔
阿卢尔（Alur），是印度卡纳塔克邦Hassan县的一个城镇。总人口6133（2001年）。

## 人口
该地2001年总人口6133人，其中男性3037人，女性3096人；0—6岁人口782人，其中男394人，女388人；识字率68.91%，其中男性为74.15%，女性为63.76%。